# Jean Bauhin

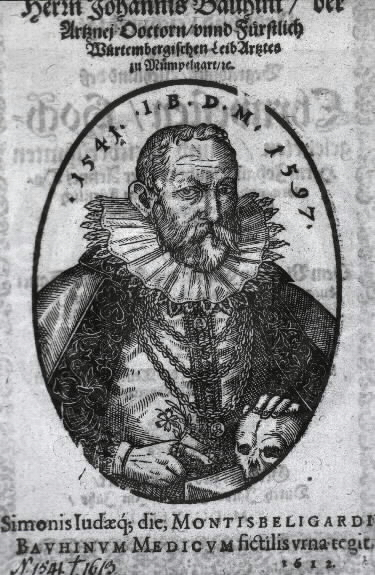
Jean Bauhin

Jean Bauhin (lub Johann Bauhin) (ur. 12 lutego 1541 w Bazylei  – zm. 26 października 1612 w Montbéliard) – francuskiego pochodzenia szwajcarski naturalista-botanik i herbarysta, brat Gasparda Bauhina.

## Życiorys
Był synem lekarza Jeana Bauhina (1511-1582), który opuścił Francję by przyjąć religię reformowaną. Studiował botanikę w Tybindze pod kierunkiem L. Fuchsa, a następnie w Zurychu pod kierunkiem K. Gesnera. Później wyjechał do Italii, gdzie uczęszczał na wykłady U. Aldrovandiego w Bolonii, a stamtąd do Montpellier, by studiować u boku G. Rondeleta. W Lyonie poznał J. Daléchampsa, który przez pewien czas pomagał mu w badaniach botanicznych.
J. Bauhin był, jak ojciec, ewangelikiem. By uniknąć prześladowań religijnych, jakie wzmogły się w tym czasie we Francji, musiał ponownie schronić się w Szwajcarii. Przez pewien czas towarzyszył K. Gesnerowi w jego podróżach botanicznych po Szwajcarii, po czym osiadł w Bazylei, gdzie podjął praktykę lekarską. W 1566 r. został profesorem retoryki na miejscowym uniwersytecie.
W 1570 r. J. Bauhin przyjął posadę lekarza na dworze księcia Wirtemberga w Montbéliard, gdzie przebywał już do śmierci. Podobnie jak nadworni medycy innych możnowładców, miał jednocześnie w swej pieczy „Les Grands Jardins” – miejscowy ogród botaniczny, trzeci co do daty powstania w Europie. Bauhin znacznie rozbudował ogród, sprowadzając doń wiele nowych roślin, w tym zwłaszcza egzotycznych (m.in. rozwinął w nim uprawę ziemniaków). To właśnie w tym czasie, posiłkując się obserwacjami poczynionymi w ogrodach Wirtembergów, zestawił materiały do swoich dwóch wielkich dzieł botanicznych, które jednak ukazały się drukiem dopiero po jego śmierci.

## Dzieła

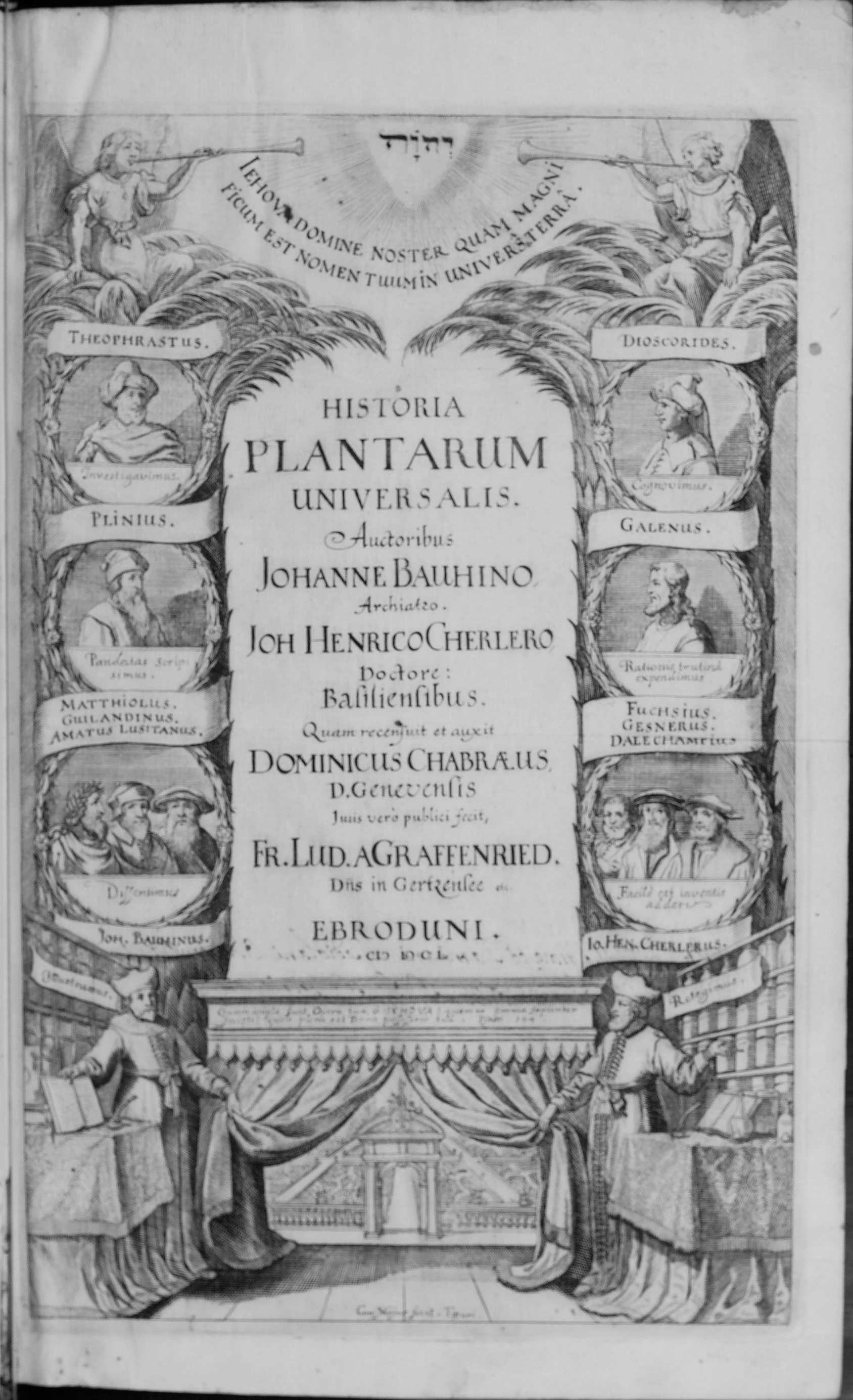
Historia plantarum universalis, 1650

W 1591 r. opublikował „Godne uwagi dzieje wścieklizny u wilków, jaka miała miejsce w roku 1590, wraz ze środkami zapobiegającymi wściekliźnie, które przychodzi stosować po ugryzieniu przez wilki, psy i inne zarażone dzikie stworzenia” (Histoire notable de la rage des loups (...)). W 1593 r. wydał „Traktat o bezskrzydłych zwierzętach, które szkodzą swoimi ukłuciami lub ugryzieniami, ze sposobami pomocy” (Traité des animauls sans aisles, qui nuisent (...)).
W 1594 r. Bauhin opublikował swoją korespondencję z K. Gesnerem, który bardzo wysoko cenił wiedzę i dokonania przyrodnika z Montbéliard. Wraz ze swym bratem Gaspardem wydał również oryginalną „De plantis a divis santisque nomen habentibus” – książkę o roślinach, noszących imiona świętych.
W 1601 r., wraz z dwoma innymi autorami, opublikował „Historię cudownych zdarzeń, jakie uzdrawiające źródło, znajdujące się w wiosce Lougres, uczyniło dla wyleczenia wielu chorób w 1601 roku” (L’Histoire des merveilleux effets qu’une salubre fontaine (...)) – wyniki badań wody z Lougres, której lecznicze właściwości były stwierdzone w wielu przypadkach.
Już po śmierci Bauhina, w 1619 r. ukazała się drukiem jego „Historiae plantarum generalis novae et absolutae Prodomus”. Natomiast najważniejsze dzieło jego życia, „Historia plantarum universalis” (3 tomy in-folio), wydane zostało dopiero w Yverdon-les-Bains w latach 1650-1651. Zawierało ono opisy ponad 5000 gatunków roślin oraz ponad 3500 ilustracji, w większości zaczerpniętych z dzieł L. Fuchsa. Jeszcze w XIX w. stanowiło ono autorytatywne źródło informacji o świecie roślin.